# Ван Дейк, Грегор
Грегор ван Дейк (нидерл. Gregoor van Dijk; 16 ноября 1981, Гронинген, Нидерланды) — нидерландский футболист, полузащитник.

## Биография
Грегор сын известного в прошлом игрока «Гронингена» Яна ван Дейка и брат Домминика ван Дейка. Грегор начинал футбольную карьеру в клубе ЛТС из города Ассен, как и его старший брат Домминик.
С 1998 по 2001 год играл в «Гронингене» провёл 61 матч и забил 8 мячей, в «Гронингене» тренером был его отец. В сезоне 2001/02 его отец был тренером «Роды» и отец пригласил сына в свою команду, в «Роде» сыграл 130 матчей и забил 9 мячей.
В 2006 году трудолюбивого полузащитника пригласил к себе тогдашний тренер «Утрехта» Фуке Бой. За четыре сезона Грегор провёл за клуб 100 матчей в чемпионате, в которых забил 16 голов.
В начале июля 2010 года Грегор перебрался в кипрский АЕК из города Ларнака, чьим главным тренером является его соотечественник Тон Канен.